# Andrei Jurjewitsch Nepein
Andrei Jurjewitsch Nepein (russisch Андрей Юрьевич Непеин; * 28. Juni 1962 in Dmitrow, Oblast Moskau) ist ein ehemaliger sowjetischer Biathlet.

## Werdegang
Nepein begann seine Sportlerlaufbahn im Skilanglauf unter Trainer Igor Antonowski. 1979 wurde er Sowjetischer Juniorenmeister. Von Alexander Tichonow wurde er kurz darauf für den Biathlonkader ausgewählt. 1982 gewann er bei der Winter-Universiade. Er erreichte seinen größten internationalen Erfolg im Jahr 1986. Er gab sein Debüt im Biathlon-Weltcup zum Auftakt der Saison in Antholz, wo er zunächst 28. des Einzels wurde. Zwei Tage später erreichte er hinter Peter Angerer und vor Gisle Fenne im Sprint seine erste Podiumsplatzierung. Bei der folgenden Weltcup-Station in Feistritz an der Drau gewann er mit dem Sprintrennen vor André Sehmisch und Frank-Peter Roetsch sein einziges Rennen im Biathlon-Weltcup. Einzige internationale Meisterschaft wurden die Biathlon-Weltmeisterschaften 1986 am Holmenkollen in Oslo, bei denen Nepein im Sprint zum Einsatz kam und das Rennen auf Rang 18 beendete. 1991 wurde Nepein noch einmal nationaler Meister, bevor er seine Karriere endgültig beendete.
Nepein ist verheiratet und hat zwei Kinder.